# Дипломатика
Дипломатика (грч. δίπλωμα - исправа, диплома) је помоћна историјска дисциплина која проучава исправе (дипломе) властитом критичком методом ради утврђивања њихове вриједности као историјског свједочанства. Име долази од грчке ријечи δίπλωμα : исправа, диплома. Основни задатак дипломатике је да утврди да ли је нека повеља аутентична или лажна (фалсификат). У дипломатичке изворе спадају : повеље, писма, пресуде, уговори, рачунске књиге и сл.
Дипломатика је једна од помоћних историјских наука. Не треба је мешати са њеном сестринском дисциплином палеографије.. Заправо, њене технике имају више заједничког са техникама књижевних дисциплина критике текста и историјске критике.

## Дефиниције
Вебстеров речник (1828) дефинише дипломатику као „науку о дипломама, или о древним списима, књижевним и јавним документима, писмима, декретима, повељама, кодицилима итд, чија је циљ да дешифрује старе списе, да утврди њихову аутентичност, њихов датум, потписе итд.“
Ђиорђо Сенсети (1908–1970) дефинисао је дисциплину као „проучавање Wesen [бића] и Werden [постајања] документације, анализу генезе, унутрашњег устројста и преношења докумената, и њиховог односа са чињеницама представљеним у њима и са њиховим творцима“.
Међународна дипломатичка комисија дефинисала је дипломатију као „науку која проучава традицију, форму и издавање писаних докумената“.
Прагматичније, Петер Беал дефинише дипломатију као „науку или проучавање докумената и записа, укључујући њихове форме, језик, писмо и значење. Она укључује познавање ствари као што су утврђени текстови и процедуре одређених врста докумената, дешифровање писања, и анализу и аутентикацију докумената“.
Тео Келцер дефинише дипломатику као „учење и проучавање повеља“. Он третира појмове „повеља“, „диплома“ и „документ“ као широко синонимне, а на дефиницију „докумената“ немачког научника Харија Бреслауа позива се као на „писане изјаве забележене у складу са одређеним облицима који се смењују у складу са разликом у личности, месту, времену и материји, који су намењени да служе као сведочење о поступцима правне природе“.
Правилно говорећи, и како је данашњи научници обично схватају, дипломатика се у суштини бави анализом и тумачењем језичких и текстуалних елемената документа. Она је, међутим, блиско повезана са неколико паралелних дисциплина, укључујући палеографију, сигилографију, кодикологију и студије провенијенције, од којих се све баве физичким карактеристикама и историјом документа, и које ће се често спроводити у комбинацији са дипломатичом анализом. Израз дипломатика се стога понекад користи у мало ширем смислу, да обухвати неке од ових других области (као што је то било у Мабилоновом оригиналном делу, и као што се подразумева у дефиницијама Вебстера и Била које су горе цитиране). Недавни развој науке у неенглеској Европи проширује свој обим на културну историју документације укључујући аспекте прагматичне писмености или симболичке комуникације.
Кристофер Брук, истакнути наставник дипломатике, репутацију дисциплине је 1970. године назвао „страшном и мрачном науком ... својеврсном игром коју игра неколико научника, већином медиевиста, безопасном све док не доминирају или замагљују историјско истраживање; или, можда, најчешће од свега, помоћ у разумевању која би била од велике користи научницима и истраживачким студентима само кад би имали времена да се одвоје од озбиљнијих активности“.

## Постанак и развој Дипломатике
Аутентичност повеља провјеравана је још у средњем вијеку када су поједине повеље подношене суду као доказно средство у парницама. Тако је и папа Иноћентије III (1198—1216) утврдио извјесна правила за испитивање аутентичности старијих була (папских повеља) на основу писма, стила, слике на печату и начина причвршћивања. За тај посао постојала је и посебна канцеларија, али њихове су могућности биле ограничене па су многи фалсификати проглашени за аутентичне исправе. До правог развоја и постанка дипломатике долази тек у XVII вијеку. Два веома битна догађаја су се тад десила. Први се односио на вријеме послије Тридесетогодишњег рата (1618—1648) у којем су нестале многе повеље на којима су католици и протестанти темељили разне своје повластице. Вестфалским миром је одређено да се морају на темељу старих исправа ријешити сва спорна питања. То је био повод да се исконструирају многобројни фаслификати који су били узрок дугим споровима. Један од спорова који је остао упамћен је спор између женског самостана и града Линдау. Самостан је темељио своја права на исправи тобожњег цара Лудовика из XII вијека. Град је позвао ученог професора Хермана Конринга (Hermann Conring) да да своје стручно мишљење. Он је том приликом написао расправу под насловом „Censura diplomatis quod Ludovico imperatori fert acceptum coenobium Lindaciense“ у којој је први пут дао правила за утврђивање аутентичности дипломе. Конрингова расправа и метода коју у њој примјењује врло је блиска начелима модерне дипломатике. У Француској се у то доба јавља други тип дипломатичких ратова. Изазвао их је исусовац Данијел Папеброх (Daniel Papebroch) својом дипломатичком расправом „Propylaeum antiquarium circa veri et falsi discrimen in vetustis membranis“ коју је написао 1675. у уводу другог свеска дијела „Acta Sanctorum“ (за мјесец август), а којом је утврдио да су фалсификати многе меровиншке исправе издане бенедиктинском манастиру у Сант Денису. Бенедиктинци су се дуго спремали да одговоре Папеброху. Након дуге припреме Жан Мабиљон (Jean Mabillon) је 1681. одговорио големим дијелом „De re diplomatica libri sex“, Мабиљон је своју студију написао на основу огромне дипломатичке грађе. Анализирао је све елементе повеље : писаћи материјал, мастило, писмо, језик, формуле, печате, потписе и датуме. На основу анализе утврдио је правила на основу којих треба провјеравати аутентичност повеље. Папеброх се приклонио Мабиљоновим студијама без поговора. По узору на Мабиљона неколико десетљећа касније два његова сљедбеника Тасин (Rene Prosper Tassin) и Тоустан (Charles Francois Toustain) издају опсежно дипломатичко дјело у шест свезака под насловом „Nouveau Traite de Diplomatique“ (Париз 1750-1765). Ту су скицирали историјску критику стила, формула и обичаја које у поједним вјековима поштују папска писма и буле, а такође су дали и елементе за расправу о сфрагистици. Они су елементе повеље разврстали на спољне и унутрашње.
Послије Француске револуције кад је срушен феудални систем и кад су укинуте привилегије које су се могле доказивати повељама, оне губе практични значај. Остале су само предмет научног испитивања тако је и дипломатика сачувала свој научни карактер. Почетком XIX вијека почињу да се оснивају и прве школе које су се бавиле повељама. Тако је у Француској 1821. основана Школа повеља (École des chartes). Неколико година прије у Њемачкој је основано Друштво за проучавање старије њемачке историје (Gesellschaft fur altere deutsche Geschichtskunde), које се такође бавило проучавањем дипломатичке грађе. Међу познатијим дипломатичарима XIX вијека могу се још споменути : Julius Ficker (1826-1902), Theodor von Sickel (1826-1908) и Heinrich Brunner (1840-1915).
Дипломатички материјал бивше Југославије можемо подијелити на двије групе. Једној припадају повеље које су у формалном погледу под непосредним утицајем византијске дипломатичке праксе, а другој исправе западноевропског типа, писане претежно латиницом. Првој групи спадају у првом реду српске средњовјековне повеље којима су посветили своје радове Павле Каран-Твртковић, Ватрослав Јагић, Љубомир Стојановић, Станоје Станојевић, Јован Радонић и др. Другој групу припада хрватски дипломатички материјал, а њиме су се бавили Фрањо Рачки, Фердо Шишић, Виктор Новак и др.

### Класификација Дипломатичке грађе по формалним обиљежјима
Када је Љубомир Стојановић издавао грађу сачувану у Дубровачком архиву, писану српским језиком и ћирилицом, он је своје издања насловио „ Старе српске повеље и писма“ (једине двије објављене свеске које чине Прву књигу издала је Српска академија наука 1929. и 1934. године). Ова подјела на „Повеље“ и „Писма“ одговарала је подјели дипломатичке грађе коју су предложили стари дипломатичари додајући и трећу групу која се могла окарактерисати као „Разно“.
Повеље су писана свједочанства састављена у одређеном облику, мада промјенљивом према мјесту, раздобљу, лицу и послу, о неком чину правне природе. У ову групу улазиле би исправе о давању неке повластице, затим пресуде, уговори и др.
Писма обухватају разноврсну преписку чији циљ није обично правне природе. Како је карактер писама најчешће индивидуалан, она не би улазила у оквир дипломатичких студија, али кад се не узме у обзир званична преписка између владара писма имају нека своја унутрашња и спољна обиљежја која се мијењају у појединим раздобљима. Средњовјековна писма сачувана на српском језику имају по правилу карактер званичне преписке, често са садржином правне вриједности. Нажалост, сачувана су само писма из XIV вијека.
У Разно се могу уврстити разне биљешке, обавјештења, изјаве свједока и сл. У раном средњем вијеку овакав је материјал риједак. У латинској дипломатици употребљава се за овакве бељешке општи назив „Scripturae“.

### Класификација Дипломатичке грађе по садржини
Карактер повеље зависи од њене садржине и функције њеног аутора у друштву. Према садржини и друштвеној функцији аутора неког акта повеље се сврставају у приватноправне и јавноправне.
Јавноправне су оне које издају јавне власти, као нпр : цареви, краљеви, папе.
Приватноправне повеље су оне које издају приватна лица или ако их издају јавне установе које својом садржином улазе у област приватног права и које се односе на приватно лице. У повлачењу границе између ове двије групе дипломатичари се често разилазе. Пред њих се поставља питање којој групи треба да припадну повеље које су издавали феудалци. У раније доба кад су феудалци били само крупни земљопосједници, њихова су права по мишљењу правника била приватноправног карактера, па би се њихове повеље морале сврстати у групу приватноправних повеља. Касније кад су феудалци почели да располажу јавном влашћу, када су поред краља они били једини носиоци јавне власти, они су издавали повеље у другом својству, па би зато те повеље требало сматрати за јавноправне.
Француски научници одређују карактер повеље према положају извршиоца правног чина у друштву и држави, а њемачки према вриједности повеље и карактеру њене садржине.
Има још разних подјела по садржини, тако неки научници дијеле повеље на оне које су састављене у организованим канцеларијама и на масу других различитог поријекла. Понекад се карактер повеље одређује према правном чину на који се односи.